# Кірібіш
Кірібіш (рум. Chiribiș) — село у повіті Біхор в Румунії. Входить до складу комуни Теутеу.
Село розташоване на відстані 431 км на північний захід від Бухареста, 41 км на північний схід від Ораді, 112 км на північний захід від Клуж-Напоки.

## Населення
За даними перепису населення 2002 року у селі проживали 778 осіб.
Національний склад населення села:
| Національність | Кількість осіб | Відсоток |
| -------------- | -------------- | -------- |
| румуни         | 751            | 96,5%    |
| угорці         | 22             | 2,8%     |
| цигани         | 5              | 0,6%     |

Рідною мовою назвали:
| Мова      | Кількість осіб | Відсоток |
| --------- | -------------- | -------- |
| румунська | 753            | 96,8%    |
| угорська  | 24             | 3,1%     |